# Campionato mondiale di curling femminile 2013
Il Campionato mondiale di curling femminile 2013 (denominato anche Titlis Glacier Mountain World Women's Curling Championship per motivi di sponsorizzazione) è stato la 35ª edizione del torneo. Si è disputato a Riga, in Lettonia, dal 16 al 24 marzo 2013. La Scozia ha vinto il titolo per la seconda volta, battendo in finale la Svezia.

## Squadre qualificate
| Canada | Cina | Danimarca | Germania |
| --- | --- | --- | --- |
| Ottawa CC, Ottawa Skip: Rachel Homan Third: Emma Miskew Second: Alison Kreviazuk Lead: Lisa Weagle Alternate: Stephanie LeDrew         | Harbin CC, Harbin Skip: Wang Bingyu Third: Liu Yin Second: Yue Qingshuang Lead: Zhou Yan Alternate: Liu Jinli                                    | Hvidovre CC, Hvidovre Skip: Lene Nielsen Third: Helle Simonsen Second: Jeanne Ellegaard Lead: Maria Poulsen Alternate: Mette de Neergaard                 | SC Riessersee, Garmisch-Partenkirchen Skip: Andrea Schöpp Third: Imogen Lehmann Second: Corinna Scholz Lead: Stella Heiß Alternate: Nicole Muskatewitz |
| Giappone | Italia | Lettonia | Russia |
| Karuizawa CC, Karuizawa Skip: Satsuki Fujisawa Third: Miyo Ichikawa Second: Emi Shimizu Lead: Chiaki Matsumura Alternate: Miyuki Satoh | Dolomiti CC, Cortina d'Ampezzo Skip: Diana Gaspari Third: Giorgia Apollonio Second: Chiara Oliveri Lead: Claudia Alverà Alternate: Maria Gaspari | Jelgavas KK, Jelgava Skip: Iveta Staša-Šaršūne Third: Ieva Krusta Second: Zanda Bikše Lead: Dace Munča Alternate: Una Ģērmane                             | Moskvitch CC, Mosca Skip: Anna Sidorova Third: Ljudmila Privivkova Second: Margarita Fomina Lead: Ekaterina Galkina Alternate: Nkeirouka Ezekh         |
| Scozia | Stati Uniti | Svezia | Svizzera |
| Dunkeld CC, Dunkeld Skip: Eve Muirhead Third: Anna Sloan Second: Vicki Adams Lead: Claire Hamilton Alternate: Lauren Gray              | Madison CC, Madison Skip: Erika Brown Third: Debbie McCormick Second: Jessica Schultz Lead: Ann Swisshelm Alternate: Sarah Anderson              | Skellefteå CK, Skellefteå Skip: Maria Prytz Third: Christina Bertrup Second: Maria Wennerström Lead: Margaretha Sigfridsson Alternate: Agnes Knochenhauer | CC Aarau, Aarau Skip: Silvana Tirinzoni Third: Marlene Albrecht Second: Esther Neuenschwander Lead: Sandra Gantenbein Alternate: Manuela Siegrist      |

## Girone all'italiana

### Classifica
| Squadre     | G  | V  | P  | PF | PS |
| ----------- | -- | -- | -- | -- | -- |
| Svezia      | 11 | 10 | 1  | 90 | 45 |
| Scozia      | 11 | 10 | 1  | 86 | 50 |
| Canada      | 11 | 8  | 3  | 69 | 53 |
| Stati Uniti | 11 | 6  | 5  | 75 | 62 |
| Svizzera    | 11 | 6  | 5  | 65 | 71 |
| Russia      | 11 | 6  | 5  | 70 | 67 |
| Giappone    | 11 | 5  | 6  | 62 | 78 |
| Danimarca   | 11 | 4  | 7  | 65 | 68 |
| Cina        | 11 | 4  | 7  | 63 | 74 |
| Italia      | 11 | 3  | 8  | 56 | 85 |
| Germania    | 11 | 3  | 8  | 59 | 75 |
| Lettonia    | 11 | 1  | 10 | 55 | 84 |

### Risultati
|             | Canada (bandiera) | Cina (bandiera) | Danimarca (bandiera) | Germania (bandiera) | Giappone (bandiera) | Italia (bandiera) | Lettonia (bandiera) | Russia (bandiera) | Scozia (bandiera) | Stati Uniti (bandiera) | Svezia (bandiera) | Svizzera (bandiera) |
| ----------- | ----------------- | --------------- | -------------------- | ------------------- | ------------------- | ----------------- | ------------------- | ----------------- | ----------------- | ---------------------- | ----------------- | ------------------- |
| Canada      | –––               | 7-4             | 8-2                  | 8-5                 | 8-4                 | 7-6               | 7-5                 | 5-4               | 4-6               | 4-5                    | 4-8               | 7-4                 |
| Cina        | 4-7               | –––             | 4-11                 | 7-5                 | 6-10                | 6-7               | 7-3                 | 4-6               | 5-8               | 9-5                    | 6-4               | 5-8                 |
| Danimarca   | 2-8               | 11-4            | –––                  | 6-5                 | 4-6                 | 9-7               | 8-5                 | 4-5               | 6-8               | 6-7                    | 4-5               | 5-8                 |
| Germania    | 5-8               | 5-7             | 5-6                  | –––                 | 4-6                 | 6-7               | 6-3                 | 11-9              | 2-9               | 6-5                    | 6-8               | 3-7                 |
| Giappone    | 4-8               | 10-6            | 6-4                  | 6-4                 | –––                 | 6-4               | 11-8                | 3-10              | 3-8               | 3-10                   | 4-9               | 6-7                 |
| Italia      | 6-7               | 7-6             | 7-9                  | 7-6                 | 4-6                 | –––               | 7-5                 | 4-9               | 4-8               | 3-10                   | 4-10              | 3-9                 |
| Lettonia    | 5-7               | 3-7             | 5-8                  | 3-6                 | 8-11                | 5-7               | –––                 | 7-9               | 5-9               | 2-9                    | 4-7               | 8-7                 |
| Russia      | 4-5               | 6-4             | 5-4                  | 9-11                | 10-3                | 9-4               | 9-7                 | –––               | 2-9               | 5-6                    | 3-10              | 8-4                 |
| Scozia      | 6-4               | 8-5             | 8-6                  | 9-2                 | 8-3                 | 8-4               | 9-5                 | 9-2               | –––               | 8-4                    | 2-11              | 11-4                |
| Stati Uniti | 5-4               | 5-9             | 7-6                  | 5-6                 | 10-3                | 10-3              | 9-2                 | 6-5               | 4-8               | –––                    | 8-9               | 6-7                 |
| Svezia      | 8-4               | 4-6             | 5-4                  | 8-6                 | 9-4                 | 10-4              | 7-4                 | 10-3              | 11-2              | 9-8                    | –––               | 9-0                 |
| Svizzera    | 4-7               | 8-5             | 8-5                  | 7-3                 | 7-6                 | 9-3               | 7-8                 | 8-4               | 4-11              | 7-6                    | 0-9               | –––                 |

## Spareggi
|  | Primo turno | Primo turno | Primo turno |          |   | Secondo turno | Secondo turno | Secondo turno |  |
|  |             |             |             |          |   |               |               |               |  |
|  |             |             |             |          |   | Stati Uniti   | Stati Uniti   | 7             |  |
|  |             |             |             |          |   | Stati Uniti   | Stati Uniti   | 7             |  |
|  |             |             | Svizzera    | Svizzera | 4 |               |               |               |  |
|  | Russia      | Russia      | Svizzera    | Svizzera | 4 | 6             |               |               |  |
|  | Russia      | Russia      |             |          |   |               |               |               |  |
|  | Svizzera    | Svizzera    | 7           |          |   |               |               |               |  |

## Fase finale
|  |             |             |         |        |        |                 |                 |                 |        |        |        |        |        |
|  | Playoff     | Playoff     | Playoff |        |        | Semifinale      | Semifinale      | Semifinale      |        |        | Finale | Finale | Finale |
|  | Playoff     | Playoff     | Playoff |        |        | Semifinale      | Semifinale      | Semifinale      |        |        | Finale | Finale | Finale |
|  |             |             |         |        |        |                 |                 |                 |        |        |        |        |        |
|  |             |             |         |        |        |                 |                 |                 |        |        |        |        |        |
|  | Svezia      | Svezia      | 7       |        |        |                 |                 |                 |        |        |        |        |        |
|  | Svezia      | Svezia      | 7       |        |        |                 |                 |                 |        |        |        |        |        |
|  | Scozia      | Scozia      | 5       |        |        |                 |                 |                 |        |        | Svezia | Svezia | 5      |
|  | Scozia      | Scozia      | 5       |        |        |                 |                 |                 |        |        | Svezia | Svezia | 5      |
|  |             |             |         | Scozia | Scozia | 8               |                 |                 | Scozia | Scozia | 6      |        |        |
|  |             |             |         | Scozia | Scozia | 8               |                 |                 | Scozia | Scozia | 6      |        |        |
|  |             |             | Canada  | Canada | 7      |                 |                 |                 |        |        |        |        |        |
|  |             |             |         | Canada | 7      |                 |                 |                 |        |        |        |        |        |
|  | Canada      | Canada      | 7       |        |        |                 |                 |                 |        |        |        |        |        |
|  | Canada      | Canada      | 7       |        |        |                 |                 |                 |        |        |        |        |        |
|  | Stati Uniti | Stati Uniti | 6       |        |        | Finale 3º posto | Finale 3º posto | Finale 3º posto |        |        |        |        |        |
|  | Stati Uniti | Stati Uniti | 6       |        |        | Finale 3º posto | Finale 3º posto | Finale 3º posto |        |        |        |        |        |
|  |             |             |         |        |        |                 |                 |                 |        |        |        |        |        |
|  |             |             |         |        |        |                 |                 |                 |        |        |        |        |        |
|  | Canada      | Canada      | 8       |        |        |                 |                 |                 |        |        |        |        |        |
|  | Canada      | Canada      | 8       |        |        |                 |                 |                 |        |        |        |        |        |
|  | Stati Uniti | Stati Uniti | 6       |        |        |                 |                 |                 |        |        |        |        |        |
|  | Stati Uniti | Stati Uniti | 6       |        |        |                 |                 |                 |        |        |        |        |        |

### Play-off 1ª-2ª
22 marzo 2013, ore 19:00 UTC+2
| Squadre | Finale | 1 | 2 | 3 | 4 | 5 | 6 | 7 | 8 | 9 | 10 |
| ------- | ------ | - | - | - | - | - | - | - | - | - | -- |
| Svezia  | 7      | 0 | 2 | 0 | 1 | 0 | 1 | 0 | 0 | 0 | 3  |
| Scozia  | 5      | 0 | 0 | 1 | 0 | 1 | 0 | 1 | 2 | 0 | 0  |

### Play-off 3ª-4ª
23 marzo 2013, ore 14:00 UTC+2
| Squadre     | Finale | 1 | 2 | 3 | 4 | 5 | 6 | 7 | 8 | 9 | 10 |
| ----------- | ------ | - | - | - | - | - | - | - | - | - | -- |
| Canada      | 7      | 2 | 0 | 2 | 0 | 0 | 2 | 0 | 1 | 0 | 0  |
| Stati Uniti | 6      | 0 | 1 | 0 | 1 | 1 | 0 | 1 | 0 | 1 | 1  |

### Semifinale
23 marzo 2013, ore 19:00 UTC+2
| Squadre | Finale | 1 | 2 | 3 | 4 | 5 | 6 | 7 | 8 | 9 | 10 |
| ------- | ------ | - | - | - | - | - | - | - | - | - | -- |
| Scozia  | 8      | 2 | 0 | 2 | 0 | 1 | 0 | 1 | 0 | 1 | 1  |
| Canada  | 7      | 0 | 2 | 0 | 2 | 0 | 1 | 0 | 2 | 0 | 0  |

### Finale 3º/4º posto
24 marzo 2013, ore 9:00 UTC+2
| Squadre     | Finale | 1 | 2 | 3 | 4 | 5 | 6 | 7 | 8 | 9 | 10 |
| ----------- | ------ | - | - | - | - | - | - | - | - | - | -- |
| Canada      | 8      | 1 | 0 | 3 | 0 | 1 | 0 | 2 | 0 | 1 | 0  |
| Stati Uniti | 6      | 0 | 2 | 0 | 1 | 0 | 1 | 0 | 1 | 0 | 1  |

### Finale
24 marzo 2013, ore 14:00 UTC+2
| Squadre | Finale | 1 | 2 | 3 | 4 | 5 | 6 | 7 | 8 | 9 | 10 |
| ------- | ------ | - | - | - | - | - | - | - | - | - | -- |
| Svezia  | 5      | 0 | 2 | 0 | 0 | 1 | 0 | 1 | 0 | 1 | 0  |
| Scozia  | 6      | 0 | 0 | 1 | 2 | 0 | 1 | 0 | 1 | 0 | 1  |